# おもいっきり探偵団 覇悪怒組
『おもいっきり探偵団 覇悪怒組』（おもいっきりたんていだん はあどぐみ）は、1987年1月11日から同年12月27日までフジテレビ系で放送された少年探偵団ドラマ。東映不思議コメディーシリーズ第7作。全50話。

## あらすじ
竹早小学校の5年3組の仲良し5人組、ヒロシ、ヤスコ、タケオ、サトル、ススム。リーダー格のヒロシは空想の怪人・魔天郎をパソコン上に創り出した。5人は怪人魔天郎を主人公とした自主映画を作り、学校で放送すると、校内は大騒ぎとなった。
その夜、空想の怪人だったはずの魔天郎が5人の前に姿を現した。驚く5人組だったが魔天郎から挑戦を仕掛けられたのを機に探偵団「覇悪怒組」を結成する。名前には「ハードボイルドな探偵」という意味が込められた。
やがて新任の落合先生が魔天郎と変なところで共通点があることに気づくが、真偽を確かめることができない。覇悪怒組は果たして魔天郎を捕まえられるのか？そして魔天郎の正体とは？

## 解説
前番組『もりもりぼっくん』からジャンルを一新し少年探偵団ものへ移行した作品。東映側チーフプロデューサーが植田泰治より小林義明に交代し、このシリーズ全体の雰囲気を作り上げていた浦沢義雄がサブライターになり、メインが硬派の江連卓に変更されたため、シュールなナンセンスドラマだったのが、青春の切なさを内包したジュブナイル方向となり、今までの作品と雰囲気がガラリと変わったシリーズの大きな転機となった作品である。従来の少年探偵団物とは違い、魔天郎の挑戦を通して「本当の悪とは何か」を覇悪怒組に伝えたり、子供を虐待する大人に魔天郎が怒り仮面に変身するなどジュブナイル色が強い。高度な秘密兵器も登場し、人気を博した。
また本作品以降の作品は原則として1月スタート、同年12月終了のパターンとなり、夏の終わりごろには総集編的なエピソードが用意されることになる。
この作品より従来のアフレコ形式より、同録形式に切り替えられた。メイン監督の佐伯孚治は「非常に楽しかった」と語っている。
1989年1月1日には、次作『じゃあまん探偵団 魔隣組』の面々と共演する『魔隣組対覇悪怒組』が放送された。

## 主な登場人物

### 覇悪怒組
二話以降、校外での活動で覇悪怒組のキャップをかぶるようになるが、そのキャップは、苗字にちなんだ色(黒・銀・青・黄・赤)になっている。
黒樹 洋
覇悪怒組のリーダー。スポーツ万能だが、勉強がからきしダメ。パソコンが趣味。
城金 悟
手先が器用で好奇心旺盛。
青野 進
将来はマンガ家を目指しているほど画才に長けている。また忍者の技を会得することに興味を持ち、手裏剣を使う。
君原 猛夫
無類の動物好きで、動物同士の会話がわかるという特技を持つ。
赤川 矢須子
覇悪怒組の紅一点。クラスではマドンナ的存在であり、勉学・スポーツとも優秀。

### 怪人魔天郎
元はヒロシたちがパソコンで創作した自主製作の短編映画に登場させた架空の怪人だったのだが、突然現実に現れ怪盗紳士として覇悪怒組に挑戦状を叩きつけて来る。巧みな変装術と手品や大仕掛けを駆使する。最終話で負けを認めて気球に乗って日本を去っていった。
怒り仮面
第19、20話に登場した全身真っ青の魔天郎の別変身態。覇悪怒組のクラスメイトを誘拐していた集団・暗闇一族に対して怒りを露わにした際に変身した。第49話にも魔天郎のアジトで千年婆あと共に出現した。

### 竹早小学校
落合 敏彦
竹早小学校に赴任して5年3組の担任となる。小学生相手にA÷Aなどという代数を教えている(8話)。一見うだつが上がらないが、その奇行の数々や覇悪怒組とかくれんぼをしていた際に魔天郎が現れたことから覇悪怒組には「魔天郎」の正体ではないかと疑われている。最終話で列車に乗って街を去っていくが、その列車の屋根の上には魔天郎が乗っていた。
菊田 純子
音楽の先生。落合から度々アプローチをかけられては無視している。
荒井 百合子
教頭。
金成 千吉

### 覇悪怒組の家族
黒樹 志郎
ヒロシの父。サラリーマン。
黒樹 広子
ヒロシの母。
城金 研介
サトルの父。フランス料理店「レストランボンボン」の経営者。
青野 八郎
ススムの父。八百屋「八百八商店」の主。
青野 歌子
ススムの母。
君原 章一郎
タケオの父。著名な高山植物学者。
君原 花子

赤川 公三郎
ヤスコの父。産婦人科医で合気道三段の腕前を持ち、子供二人にも合気道を教えている。
赤川 富貴子

赤川 森介
ヤスコの弟。覇悪怒組志願の小学1年生。

### その他
洋漢和尚
地下の防空壕に覇悪怒組の秘密基地がある竹林寺の和尚。
辛切警部
魔天郎を追いつめることに執念を燃やす刑事。タケオの父と幼馴染。
パチンコ組
覇悪怒組のライバルである、中野台小学校6年生の悪ガキ6人組によるチームで、パチンコを武器に使う。

## 覇悪怒組アイテム
- キンミッケル（金属探知機）[3]
- シュウオンサー（集音器）[3]
- ハードシーバー（トランシーバー）[3]
- ジオラスコープ（ラジオ & 双眼鏡）
- シークレットカード（暗号解読カード）
- ハード手帳（秘密手帳）
- パチ魔110（カメラ）
- ゼンテンコウ（全10工:カード型サバイバルツール）
- ゴシュウギ（文具収納パック）
- 帽子ほかに着けるワッペンは、「覇」の字をもじったW=West(西)、□=しかく(革)、〇=まるい「月」の上に81093(ハ/とお/ク/み)がデザインされている。

## キャスト
- 落合敏彦、怪人魔天郎（声） - 秋野太作[注釈 3]
- 黒樹洋 - 渡辺博貴
- 城金悟 - 中島義実
- 青野進 - 雨笠利幸
- 君原猛夫 - 石井孝明
- 赤川矢須子 - 上野めぐみ
- 赤川森介 - 山本亮
- 怪人魔天郎 - 春田純一（スーツアクター兼任）
- 洋漢和尚 - 奥村公延
- 菊田純子 - 原田采知[注釈 4]
- 荒井百合子 - 中島葵
- 金成千吉 - 皆川鉄也
- 黒樹志郎 - 石山律雄
- 黒樹広子 - 東啓子
- 城金研介 - 西尾徳
- 青野八郎 - 高月忠
- 青野歌子 - 柴田理恵
- 君原章一郎 - 大木正司
- 君原花子 - 里見和香
- 赤川公三郎 - 大林隆介
- 赤川富貴子 - 吉田はるみ
- 辛切警部 - 三角八朗

## スタッフ
『勝手に!カミタマン』より助監督として参加していた辻野正人は、本作品で監督としてデビューした。
- 企画 - 遠藤龍之介・石原隆（フジテレビ）、木村京太郎（読売広告社）、平山亨（東映）
- 原作 - 石ノ森章太郎
- 連載 - 小学館幼児学習雑誌、テレビランド、テレビマガジン、コミックボンボン、スーパーボンボン
- 脚本 - 江連卓、大原清秀、浦沢義雄、掛札昌裕、中島信昭、辻野正人
- 監督 - 佐伯孚治、坂本太郎、岡本明久、村山新治、近藤杉雄、辻野正人
- プロデューサー - 小林義明、西村政行、北崎広実（東映）
- 音楽 - 本間勇輔
- 東通ecgシステム - 峰沢和夫、近藤弘志、前岡良徹
- 特撮研究所 - 鈴木昶、高橋政千、尾上克郎
- クレイイラスト - 林恭三
- 撮影 - 林迪雄、利根川曻、大沢信吾、大町進、小野寺修
  - 撮影助手 - 細野正道
- 照明 - 山口利雄、磯山忠雄、小林芳雄、稲葉好治
  - 照明助手 - 鈴木英二、吉原末八、土屋克彦、森野茂樹、内田幸之介
- 美術 - 北郷久典
- 録音 - 川田保、相川比登志
  - 録音助手 - 郡弘道、笠原秀樹
- 編集 - 水間正勝
  - 編集助手 - 長田直樹
  - ネガ編集 - 樽本恵子
- 記録 - 川村澪子、森美禮、山下千鶴、新藤郷子、渋谷やす子、井上かずえ、安藤豊子
- 助監督 - 近藤杉雄、辻野正人、前嶋守男、佐々木良文、河田章、道木広志
- 選曲 - 秋本彰
- 整音 - 川島一郎、秋本彰
  - 整音助手 - 小島透
- 効果 - 原田千昭
  - 効果助手 - 柳谷敏典
- 計測 - 大沢信吾、山本英夫、小野寺修
- 装置 - 石塚仙三
- 装飾 - 高橋純一、装美社
- 小道具 - 湊伸一
- 衣裳 - 外川若葉、東京衣裳
- 美粧 - 佐藤泰子
- アクションアドバイザー - 岡田勝（大野剣友会アクションスタジオ）
- キャラクターコーディネーター - 小佐野聡（石森プロ）
- マジックアドバイザー - 麻生良明
- ダンス指導 - 城信夫
- 新体操指導 - 野崎優美英(大泉スワロー体育クラブ)
- 協力 - レインボー造型企画、（衣裳）RIO、モリリン、Panasonic BICY CLES、プリンセスパール、宝石の店ミタケ、クレセントホーム、森林公園、近藤建設、辻事務所
- 現像 - 東映化学
- 合成 - チャンネル16
- 制作主任 - 富田幸弘、井口喜一、藤沢克則、小迫進
  - 進行助手 - 小川祥
- 制作担当 - 鈴木勝政、大櫛敬介
- 制作 - フジテレビ、東映、読売広告社（同社のみノンクレジット）

## 主題歌
オープニングテーマ
「摩天楼のヒーロー」
作詞・歌 - 大野方栄 / 作曲・コーラスアレンジ - 有澤孝紀 / 編曲 - 矢野立美
エンディングテーマ
「少年色のメルヘン」
作詞 - 冬杜花代子 / 作曲 - 上田知華 / 編曲 - 矢野立美 / 歌 - 橋本潮

## 劇中歌
「志乃の数え唄」
歌 - 不明（第25話）

## 放送日程
| 放送回 | 放送日         | サブタイトル           | 脚本     | 監督     | ゲスト |
| ------ | -------------- | ---------------------- | -------- | -------- | --- |
| 1      | 1987年01月11日 | 怪人魔天郎現わる！     | 江連卓   | 佐伯孚治 | - 曽川留三子 - 剱持誠 |
| 2      | 1月18日        | ぼくらの秘密基地       | 江連卓   | 佐伯孚治 | - 曽川留三子 - 剱持誠 - 木村修 |
| 3      | 1月25日        | 恐怖の地底探検         | 大原清秀 | 坂本太郎 | - 曽川留三子 |
| 4      | 2月01日        | 謎の怪物屋敷           | 大原清秀 | 坂本太郎 | - アゴ勇 - 渡辺寛二 - 大友龍三郎 - 村田由美子 - 赤沼晃 - 宮沢淑郎 - 小泉豊 |
| 5      | 2月08日        | 空を飛ぶ怪人           | 江連卓   | 岡本明久 | |
| 6      | 2月15日        | 透明人間               | 江連卓   | 岡本明久 | - 山野史人 |
| 7      | 2月22日        | ボクのパパは魔天郎     | 大原清秀 | 佐伯孚治 | - 門谷美佐 - 住田隆 - 木村修 - 宮沢淑郎 - 甲斐新 |
| 8      | 3月01日        | タコと魔天郎           | 大原清秀 | 佐伯孚治 | - 小金沢篤子 - 五野上力 - 円谷文彦 |
| 9      | 3月08日        | 宿敵！辛切警部現わる   | 浦沢義雄 | 坂本太郎 | - 中屋敷鉄也 - 山本緑 - 野沢由香里 - 藤堂貴也 - 後藤健 |
| 10     | 3月15日        | 黄金の万手観音         | 浦沢義雄 | 坂本太郎 | - 泉福之助 |
| 11     | 3月22日        | タイムマシーンの秘密   | 江連卓   | 村山新治 | - 谷口真一 - 金山雅右 |
| 12     | 3月29日        | 食物のない世界         | 江連卓   | 村山新治 | - 谷口真一 - 金山雅右 |
| 13     | 4月05日        | 魔天郎の大魔術         | 大原清秀 | 岡本明久 | - 大月ウルフ - 大島宇三郎 - 赤沼晃 - 城春樹 - 鎌田功 - 木村修 |
| 14     | 4月12日        | 妖怪千年婆あ〜         | 江連卓   | 岡本明久 | - 山本龍二 - 坂東亀太郎 - 横堀悦夫 - 小甲登枝恵 |
| 15     | 4月19日        | 魔術師テンオー         | 江連卓   | 佐伯孚治 | - 斉藤誠也 - 小野孝 - 中村真由美 - 篠田薫 - 宮田佳名絵 - 白坂久世 |
| 16     | 4月26日        | 先生は大変人間         | 江連卓   | 佐伯孚治 | - 汐路章 - 大友龍三郎 - 高橋がん太 |
| 17     | 5月03日        | 危険なサイクリング     | 浦沢義雄 | 坂本太郎 | - 山崎猛 |
| 18     | 5月10日        | 優しさ泥棒             | 浦沢義雄 | 坂本太郎 | - 余貴美子 - 久保千登勢 - 長岡栄美 - 佐賀朋美 |
| 19     | 5月17日        | 怒り仮面登場!!         | 江連卓   | 村山新治 | - 佐藤晟也 - 仲塚康介 - 山浦栄 - 内田タクマ - 唐木ちえみ - 土屋美穂子 - 槙浩 - 高橋裕二 - 青木翼 - 樅山忠士                                                                          |
| 20     | 5月24日        | 怒り仮面の逆襲         | 江連卓   | 村山新治 | - 佐藤晟也 - 仲塚康介 - 山浦栄 - 内田タクマ - 唐木ちえみ - 土屋美穂子 - 槙浩 - 高橋裕二 - 青木翼 - 樅山忠士                                                                          |
| 21     | 5月31日        | 魔天郎の子守唄         | 浦沢義雄 | 佐伯孚治 | - 大場政則 - 大道寺英樹 |
| 22     | 6月07日        | 辛切警部の罠           | 浦沢義雄 | 佐伯孚治 | - 木村修 - 山本緑 - 田中寿樹 - 魚津仁 |
| 23     | 6月14日        | 仕返し戦争             | 江連卓   | 坂本太郎 | - 森山力夫 - 福島猛 - 荒井久遠 - 長谷川直仁 |
| 24     | 6月21日        | デート停戦             | 江連卓   | 坂本太郎 | - 曽川留三子 |
| 25     | 6月28日        | 白骨沼の伝説           | 浦沢義雄 | 村山新治 | - 小甲登枝恵 - 泉福之助 - 八百原寿子 |
| 26     | 7月05日        | 宇宙からの使者         | 浦沢義雄 | 村山新治 | - 江幡高志 - 相原巨典 - 高山千草 - 徳田雅之 - 茂真奈美 |
| 27     | 7月12日        | オルゴール屋敷の少女   | 江連卓   | 近藤杉雄 | - 白鮮 - 佳島由季 - 石井千穂 |
| 28     | 7月26日        | 忍者志願               | 江連卓   | 近藤杉雄 | - 城谷光俊 - 山浦栄 |
| 29     | 8月02日        | シークレットカードの謎 | 浦沢義雄 | 坂本太郎 | - 山本龍二 - 小山昌幸 - 木村修 - 小寺大介 - 内田修司 - 勝光徳 - 広森信吾 |
| 30     | 8月09日        | 魔天郎からの招待状     | 浦沢義雄 | 坂本太郎 | ― |
| 31     | 8月16日        | 怪奇！竹林寺の妖女     | 掛札昌裕 | 佐伯孚治 | - 山本緑 - 三島新太郎 - 鳳芳野 |
| 32     | 8月23日        | 燃えろ！落合先生       | 江連卓   | 村山新治 | - 草見潤平 - 星久美子 - 富岡美智子 - 甲斐美恵 |
| 33     | 8月30日        | さらば夏の魔天郎       | 辻野正人 | 辻野正人 | - 関洋子 - 大野剣友会アクションスタジオ |
| 34     | 9月06日        | 花盗人は魔天郎         | 江連卓   | 坂本太郎 | - 水森コウ太 - 山田光一 - 和泉匡俊 |
| 35     | 9月13日        | 水飲み男               | 江連卓   | 佐伯孚治 | - 益富信孝 - 八百原寿子 |
| 36     | 9月20日        | 魔天郎の宝物           | 江連卓   | 坂本太郎 | - 森山力夫 - 親松洋海 - 吉野勉 - 福島猛 - 佐々木秀和 - 藤原武司 |
| 37     | 9月27日        | 魔天郎の迷宮ゾーン     | 掛札昌裕 | 佐伯孚治 | - 木村修 - 城谷光俊 - 大道寺英樹 |
| 38     | 10月04日       | ロマンスは甘き香り     | 中島信昭 | 佐伯孚治 | - 田山真美子 - 三輝祐子 - 有本龍也 - 上田雅紀 - 渡辺貴洋 - 渡辺篤司 |
| 39     | 10月11日       | 哀しみの魔天郎教       | 浦沢義雄 | 坂本太郎 | - 泉福之助 - 里木佐甫良 |
| 40     | 10月18日       | 辛切警部のある決断！   | 浦沢義雄 | 坂本太郎 | - 入江正徳 - 大矢兼臣 - 實原邦之 |
| 41     | 10月25日       | ママは名探偵!?         | 江連卓   | 辻野正人 | - 岸本功 |
| 42     | 11月01日       | ヤスコの冒険           | 江連卓   | 辻野正人 | - 加藤照男 - 赤沼晃 - 大道寺英樹 - 大保徹志 - 和田宣房 - 井上大輔 - 松村裕介 - 高橋良児 - 加藤ゆかり - 中嶋賢太郎 - 石井純一郎 - 日尾直美                                            |
| 43     | 11月08日       | 魔天郎はグルメ         | 浦沢義雄 | 坂本太郎 | - 木村修 - 曽川留三子 - 太田速人 - 近藤秀樹 - 渡辺清人 - 幸前貴人 |
| 44     | 11月15日       | 狸ばやしに誘われて     | 浦沢義雄 | 坂本太郎 | - 久本雅美 |
| 45     | 11月22日       | 落合先生を閉じ込めろ   | 江連卓   | 村山新治 | - 山浦栄 |
| 46     | 11月29日       | 君は勇気を見たか       | 江連卓   | 村山新治 | - 田京恵 - 橋本菊子 |
| 47     | 12月06日       | 魔天郎の誘惑           | 浦沢義雄 | 近藤杉雄 | - 佐々木勝彦 - 栗原敏 - ムキムキマン |
| 48     | 12月13日       | 田園調布博士の野望     | 浦沢義雄 | 近藤杉雄 | - 丹古母鬼馬二 - 城谷光俊 - 赤沼晃 - 優希亜裕子 - 榎本郁代 - 向殿あさみ |
| 49     | 12月20日       | いざ、魔天郎王国へ     | 江連卓   | 坂本太郎 | - 森山力夫 - 佐々木秀和 - 福島猛 - 親松洋海 - 藤原武司 - 藤原雅樹 |
| 50     | 12月27日       | さらば魔天郎           | 江連卓   | 坂本太郎 | - 森山力夫 - 親松洋海 - 佐々木秀和 - 福島猛 - 藤原武司 - 藤原雅樹 - 城谷光俊 - 宮沢淑郎 - 加藤照男 - 甲斐新 - 早川裕之 - 栗原良二 - 赤沼晃 - 大保哲志 - 和田拓也 - 清水成人 - 渡部守 |

## 放送局
- フジテレビ（キー局）：日曜 9:00 - 9:30
- 北海道文化放送：日曜 9:00 - 9:30[9]
- 仙台放送：金曜 16:30 - 17:00
- 山形テレビ：日曜 9:00 - 9:30
- 福島テレビ：日曜 11:00 - 11:30[10]（1989年頃に放送）
- 新潟総合テレビ：日曜 9:00 - 9:30
- 長野放送：日曜 9:00 - 9:30
- 石川テレビ：金曜 7:30 - 8:00[11]
- テレビ静岡：金曜 7:30 - 8:00[12]
- 東海テレビ：金曜 7:30 - 8:00[12]
- 関西テレビ：木曜 7:30 - 8:00
- 岡山放送：金曜 16:00 - 16:30[12]
- テレビ新広島：木曜 16:30 - 17:00[12]
- 山口放送：月曜 17:00 - 17:30
- テレビ西日本：日曜 9:00 - 9:30[12]
- サガテレビ：金曜 16:00 - 16:30[12]

## 視聴率
- 最高視聴率：19.6%（じゃあまん探偵団 魔隣組と並ぶ東映不思議コメディーシリーズ歴代2位）

ビデオリサーチ調べ、関東地区

## 映像ソフト化
2008年7月21日発売の「石ノ森章太郎 生誕70周年 DVD-BOX」に第1話が収録され、初のソフト化となった。

## CS放送・ネット配信
CS放送
- 東映チャンネル：2002年11月 - 2003年5月、2017年2月 - 8月（「石ノ森章太郎劇場」枠）、2018年10月 - 2019年4月

ネット配信
- 東映特撮 YouTube Official：2021年8月23日 - 2022年2月14日
- 東映特撮ファンクラブ

## 漫画
- テレビランド連載 作画：山田ゴロ
- コミックボンボン連載 作画：いしわた周一

## ゲーム
- おもいっきり探偵団 覇悪怒組 魔天郎の挑戦状（ファミリーコンピュータ ディスクシステム） - バンダイから1988年3月25日に発売されたアクションゲーム。
- おもいっきり探偵団 覇悪怒組 対決魔天郎（LSIゲーム）

## 関連作品
- じゃあまん探偵団 魔隣組 - 本作の後継作品。1988年1月10日から1988年12月25日まで全50話が放送された少年探偵団ドラマ。
- 探偵団スペシャル 魔隣組対覇悪怒組 (ジゴマvs魔天郎) - 1989年1月1日に放送された、上記の魔隣組とのクロスオーバー作品。
- 魔法少女ちゅうかなぱいぱい! - 上記の次作。第13話「悪魔の椅子」でスーパーマーケットの宣伝役で魔天郎が登場するが、それはパイカルの令でヌルハチが化けていた。